# San Matteo in Merulana
San Matteo in Merulana war eine römisch-katholische Kloster- und Titelkirche in Rom (lat. Titulus Sancti Matthaei). Sie wurde vom Bischof von Rom Alexander I. 112 zur Titelkirche erklärt. Am 1. März 499 wurde sie in der Liste einer römischen Synode aufgeführt. Papst Gregor der Große schaffte den Titel ab.

## Geschichte
Die Kirche wurde unter Papst Paschalis II. im Jahre 1110 wiedererrichtet. Papst Innozenz III. 1212 ließ sie restaurieren und ein Hospiz im Süden erbauen. Kirche und Hospiz wurden dem Kreuzherrenorden von Bologna zur Betreuung anvertraut. Am Ende des Mittelalters war der Orden verfallen. 1477 wurde ihm die Fürsorge für die Kirche entzogen und sie wurde dem Augustinerorden übergeben. 1499 kam eine byzantinische Ikone in die Kirche, die von italienischen Kaufleuten aus Kreta gestohlen worden war und welche später als Gnadenbild Unserer Lieben Frau von der immerwährenden Hilfe bekannt wurde.
Papst Leo X. erhob San Matteo 1517 wieder zur Titelkirche. Während der Regierungszeit von Papst Innozenz X. wurde die Kirche als verfallen bezeichnet und der als Reliquie verehrte Arm des Evangelisten Matthäus wurde nach Santa Maria Maggiore gebracht. In der Regierungszeit von Papst Clemens IX. (1667–1669) wurde San Matteo wiederaufgebaut. 1776 beschloss Pius VI., dass keine Kardinäle mehr für diesen Titel ernannt werden sollen. Am 23. Dezember 1801 wurde der Titel von Papst Pius VII. auf Santa Maria della Vittoria übertragen, da die Kirche baufällig geworden war. Während der französischen Besatzung Roms im Jahre 1810 wurden die Gebäude abgerissen.
Das Gnadenbild kam 1819 in die Kirche Santa Maria in Posterula und wurde 1866 in die Kirche des Erlösers und des heiligen Alfons von Liguori gebracht.

## Kardinalpriester
- Andrea 494 – ?
- Titel im Jahr 600 abgeschafft
- Titel 1517 wiedererrichtet
- Cristoforo Numai, O.F.M. 6. Juli 1517 – 10. Juli 1517, wurde zum Kardinalpriester von Santa Maria in Aracoeli ernannt
- Egidio da Viterbo, O.E.S.A. 10. Juli 1517 – 9. Mai 1530, wurde zum Kardinalpriester von San Marcello ernannt
- vakant 1530 – 1537
- Charles de Hémard de Denonville 15. Januar 1537 – 23. August 1540
- vakant 1540 – 1546
- Bartolomé de la Cueva de Albuquerque 5. Mai 1546 – 4. Dezember 1551, wurde zum Kardinalpriester von San Bartolomeo all’Isola ernannt
- Girolamo Dandini 4. Dezember 1551 – 25. Oktober 1555, wurde zum Kardinalpriester von San Marcello ernannt
- Gianbernardino Scotti, C.R. 13. Januar 1556 – 11. Dezember 1568
- Jérôme Souchier, O.Cist. 24. Januar 1569 – 10. November 1571
- Vacante 1571 - 1586
- Decio Azzolini 15. Januar 1586 – 9. Oktober 1587
- Giovanni Evangelista Pallotta 15. Januar 1588 – 16. Juni 1603, wurde zum Kardinalpriester von San Lorenzo in Lucina ernannt
- Giovanni Dolfin 24. November 1604 – 1. Juni 1605 wurde zum Kardinalpriester von San Marco ernannt
- Roberto Bellarmino, S.J. 1. Juni 1605 – 31. August 1621, wurde zum Kardinalpriester von Santa Prassede ernannt
- Antonio Zapata y Cisneros 20. Juni 1605 – 5. Juni 1606, wurde zum Kardinalpriester von Santa Croce in Gerusalemme ernannt
- Vakanz 1606 – 1617
- Roberto Ubaldini 3. April 1617 – 3. Juli 1617, wurde zum Kardinalpriester von Santa Pudenziana ernannt
- Francesco Sforza di Santa Fiora 13. November  1617 – 5. März 1618, wurde zum Kardinalbischof von Albano ernannt
- Francesco Sacrati 17. Mai 1621 – 6. September 1623
- vakant 1623 – 1670
- Francesco Maria Mancini 14. Mai 1670 – 29. Juni 1672
- Francesco Nerli 25. September 1673 – 17. November 1704, wurde zum Kardinalpriester von San Lorenzo in Lucina ernannt
- vakant 1704 - 1716
- Nicola Grimaldi 8. Juni 1716 – 25. Oktober 1717
- Giovanni Battista Altieri 20. November  1724 – 26. Januar 1739, ernannt zum Kardinalbischof von Palestrina
- Vincenzo Bichi 29. August 1740 – 20. Mai 1743, wurde zum Kardinalpriester von San Silvestro in Capite ernannt
- Fortunato Tamburini, O.S.B. Cas. 23. September 1743 – 9. April 1753, wurde zum Kardinalpriester von San Callisto ernannt
- Luigi Mattei 10. Dezember 1753 – 5. April 1756, wurde zum Kardinalpriester von Santa Maria in Ara Coeli ernannt
- Alberico Archinto 24. Mai 1756 – 20. September 1756, wurde zum Kardinalpriester von San Lorenzo in Damaso ernannt
- Andrea Corsini 11. September 1769 – 15. Juli 1776, wurde zum Kardinalbischof von Sabina ernannt
- vakant 1776 – 1801
- 1801 Titel aufgehoben